# 朗韦
朗韦（法語：Renwez，法語發音：[ʁɑ̃ve]）是法国大東部大區阿登省的一个市镇，属于沙勒维尔-梅济耶尔区。

## 地理
朗韦（49°50'22"N, 4°36'8"E）面积16.18 平方千米，位于法国大東部大區阿登省，该省份为法国北部内陆省份，西接埃纳省，南至马恩省，东临默兹省，北与比利时接壤。
与朗韦接壤的市镇（或旧市镇、城区）包括：克利龙、阿尔西、洛尼、莱马聚尔、蒙科尔内。

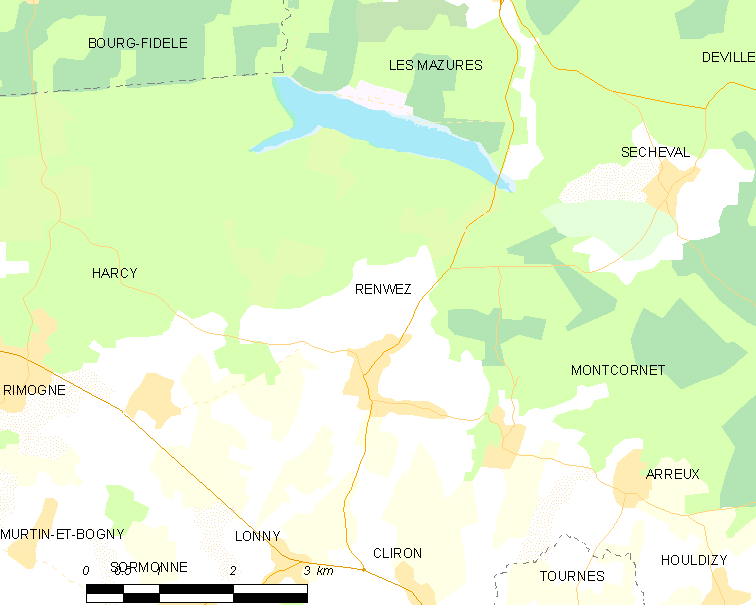
朗韦的OSM定位图

朗韦的时区为UTC+01:00、UTC+02:00（夏令时）。

## 行政
朗韦的邮政编码为08150，INSEE市镇编码为08361。

## 政治
朗韦所属的省级选区为默兹河畔博尼县。

## 人口

1962-2008年间朗韦人口变化图示

朗韦于2022年1月1日时的人口数量为1637人。